# Медаль Вільяма Бові
Медаль Вільяма Бові щорічно присуджує Американський геофізичний союз за «видатний внесок у фундаментальну геофізику та за безкорисливу співпрацю в дослідженнях». Нагорода є найвищою нагородою, яку присуджує Американський геофізичний союз, і названа на честь Вільяма Бові, одного зі співзасновників Американського геофізичного союзу.